# Emilia Eberle
Gertrúd Emilia Eberle (Arad, 4 marzo 1964) è un'ex ginnasta rumena.

## Palmarès

### Olimpiadi
- 2 medaglie:
  - 2 argenti (Mosca 1980 a squadre; Mosca 1980 nelle parallele asimmetriche)

### Mondiali
- 7 medaglie:
  - 2 ori (Fort Worth 1979 a squadre; Fort Worth 1979 nel corpo libero)
  - 1 argento (Strasburgo 1978 a squadre)
  - 4 bronzi (Strasburgo 1978 nelle parallele asimmetriche; Strasburgo 1978 nella trave; Strasburgo 1978 nel corpo libero; Fort Worth 1979 nelle parallele asimmetriche)

### Europei
- 3 medaglie:
  - 3 argenti (Copenaghen 1979 nell'all-around; Copenaghen 1979 nelle parallele asimmetriche; Copenaghen 1979 nella trave)

### Coppa del mondo
- 4 medaglie:
  - 2 ori (Tokyo 1979 nelle parallele asimmetriche; Tokyo 1979 nella trave)
  - 1 argento (Tokyo 1979 nell'all-around)
  - 1 bronzo (Tokyo 1979 nel corpo libero)